# Première bataille d'Amgala
Pour les articles homonymes, voir Bataille d'Amgala.
Ne doit pas être confondu avec Seconde bataille d'Amgala.
Guerre du Sahara occidental
Batailles
La première bataille d'Amgala eut lieu entre les 27 et 29 janvier 1976 autour de l'oasis d'Amgala, dans le Sahara occidental, à environ 260 kilomètres à l'ouest de la frontière algérienne lorsque des unités de l'armée algérienne ont été attaquées par des unités des forces armées royales marocaines dans la nuit du 27 janvier. Les Algériens se sont retirés après avoir combattu pendant 36 heures.
En 1975, le Sahara espagnol est l'une des dernières possessions coloniales en Afrique. Le Front Polisario, une organisation sahraouie, avait combattu pour l'indépendance depuis deux années. L’organisation des Nations unies a longtemps appelé à un référendum sur le statut futur de la colonie, mais en novembre 1975, l'Espagne a signé un accord en vertu duquel ce territoire a été scindé entre le Maroc et la Mauritanie sans référendum préalable,. En janvier 1976, le Maroc contrôlait la plupart des villes dans son secteur assigné. Des milliers de sahraouis fuyaient à l'est de l'Algérie.
D'après l'Algérie, ses troupes ont fourni de la nourriture et des fournitures médicales aux réfugiés à Amgala, tandis que d'après le Maroc, les forces algériennes étaient lourdement armées et ont aidé le Polisario. L'armée marocaine a attaqué dans la nuit du 27 janvier au 29 janvier avant que les Algériens se retirent. Le nombre de morts des deux côtés est contesté, mais plus de 100 Algériens ont été faits prisonniers,. Les deux pays semblaient proches de la guerre, mais après une guerre de diplomatie intense et une seconde bataille à Amgala en février 1976 où la ville est reprise par les unités du Polisario, il n'y a pas eu d'autres engagements entre l'Algérie et le Maroc.

## Contexte historique et politique

Situation du Sahara occidental début janvier 1976.

Le territoire peu peuplé du Sahara occidental était autrefois la possession coloniale de l'Espagne. Il a été principalement habité par des tribus nomades d'origine arabo-berbère, pratiquant l'islam sunnite,.
En 1966, l'Assemblée générale des Nations unies a appelé l'Espagne à tenir un référendum sur l'autodétermination pour le territoire. Les Nations unies ont réaffirmé cette demande à plusieurs reprises dans les années suivantes, la dernière demande eut lieu le 10 décembre 1975. En mai 1973, le Front Polisario est créé pour lutter pour l'indépendance. L'Algérie a fourni un refuge au Polisario et aux réfugiés sahraouis dans la région de Tindouf. Au cours des années suivantes, le Polisario a pris le contrôle de la région. Les membres du Polisario sont en partie des anciens membres des Tropas Nómadas et de la police territoriale.
En vertu des accords de Madrid du 14 novembre 1975, l'Espagne a décidé de diviser la région entre le Maroc et la Mauritanie sans tenir un référendum. Ces accords étaient secrets. L'armée marocaine entre dans la ville Dakhla (ex-Villa Cisneros) le 9 janvier 1976 et le 12 janvier, des troupes mauritaniennes rejoignent les soldats marocains. Ce jour-là, les derniers soldats de la Légion espagnole ont quitté le Sahara occidental. L'Algérie, qui n'avait pas été consultée dans les accords de Madrid, avait lancé une campagne en faveur de l'autodétermination du Sahara occidental. En décembre 1975, un grand nombre de Marocains ont été expulsés de l'Algérie, et l'armée algérienne a commencé à s'infiltrer dans le Sahara occidental. Fin 1975, il y avait au total plus de 20 000 soldats algériens dans le Sahara occidental ainsi que dans la zone voisine de Tindouf. Selon la Croix-Rouge, environ 40 000 réfugiés fuyaient vers l'Est pour échapper aux forces marocaines qui avançaient.

## Forces en présence

### Armée marocaine
Les troupes marocaines qui sont commandées par le général Ahmed Dlimi totalisaient en 1976 30 000 soldats. La plupart de ces soldats viennent du nord et ne connaissent pas l’immensité du Sahara contrairement aux combattants du Front Polisario.

### Armée algérienne
L'armée algérienne est divisée en plusieurs régions militaires suivant ainsi le découpage des wilayas historiques pendant la guerre d'Algérie. La troisième région militaire de Béchar qui avait participé activement à la guerre des sables contre le Maroc sera également active dans la guerre du Sahara occidental. Ainsi, jusqu'à 20 000 soldats algériens se situaient avant la bataille dans la région voisine de Tindouf et dans le Sahara occidental. Selon Maurice Barbier, 400 soldats algériens ont participé aux combats.
Les 400 soldats algériens sont menés par le capitaine Lounès Arib, un soldat originaire du village kabyle d'Azazga ayant réalisé ses faits d'armes au sein de la Wilaya III de l'ALN. Il meurt au combat à Amgala le 23 janvier 1976.

## Déroulement
Un bataillon de 400 soldats de l'armée algérienne et des éléments du Polisario sont établis depuis plus d'un mois à Amgala. Le 27 janvier 1976, le général Ahmed Dlimi donne l'ordre à l'armée marocaine de s'emparer de la localité. Une colonne appelée en renfort de Boukraa rejoint la ville de Smara, d'où l'attend une autre colonne prête pour la bataille. Les deux colonnes prennent ensemble la direction d'Amgala. Arrivées là-bas, les unités marocaines font mine de se diriger vers la Mauritanie, en passant à l'ouest de la localité, induisant en erreur les troupes algériennes qui ne réagissent pas et laissent passer les Marocains. Les deux colonnes marocaines font alors brusquement demi-tour et encerclent Amgala. La colonne de Boukraa prend position à l'est tandis que la colonne de Smara se positionne à l'ouest d'Amgala. La localité est prise en tenailles. La bataille se déclenche dès 10 h du matin.
L'engagement subséquent a duré 36 heures. Dans la nuit du 27 janvier, les troupes marocaines surprennent les troupes algériennes à Amgala. Selon des sources marocaines, environ 1 200 hommes ont été impliqués dans la bataille, y compris des soldats algériens et des miliciens sahraoui. Les Algériens se sont retirés le 29 janvier.

## Bilan et conséquences

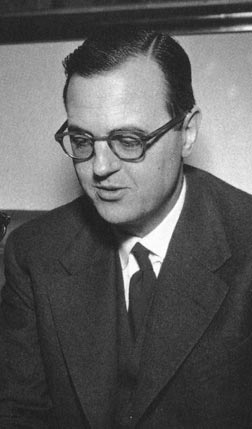
Olof Rydbeck, principal médiateur de l'ONU après la bataille.

En janvier 1976, le lac d'Amgala qui est utilisé comme un point de transit pour les réfugiés évacués vers l'Algérie, est assisté par les troupes algériennes. Selon les Algériens, leurs troupes ont fourni aux réfugiés de la nourriture et des fournitures médicales. D'après l'armée marocaine, les Algériens étaient lourdement armés de canons de campagne, de mortiers, de canons anti-aériens ainsi que de missiles. Certaines sources affirment même que les combattants du Polisario étaient présents à Amgala, et que l'Algérie avait fourni une SA-6 batterie anti-aérienne avec des opérateurs algériens pour former le Polisario afin de pouvoir parer les avions marocains,.
Les Marocains ont montré aux journalistes des missiles de fabrication soviétique portant des marquages de l'armée algérienne sur le site quelques jours après la bataille. Un avion marocain de type Northrop F-5 fût d'ailleurs abattu par un missile de type SA-6.
Un porte-parole du Polisario a déclaré que 440 Marocains ont été tués. Un porte-parole marocain a déclaré que deux des assaillants sont morts et quatorze blessés, tandis que près de 200 Algériens ont été tués et 109 capturés. Les Marocains ont déclaré par ailleurs avoir capturé douze sahraouis du Front Polisario. Le journal algérien El Moudjahid a revendiqué la mort de 400 Marocains, et il affirme également que l'Algérie aurait choisi des armes plus efficaces et un emplacement plus stratégique que le Sahara occidental, si l'intention avait été d'attaquer le Maroc. Le responsable internationale de la Croix rouge a confirmé le nombre de prisonniers algériens lors sa visite dans leur lieu de détention proche de Rabat. Mais d'après un journal espagnol, le nombre de morts marocains s'élève à 140 tandis que le nombre de prisonniers est de 150.
Le lendemain de l'attaque, le 28 janvier le président algérien Houari Boumédiène a envoyé des messages aux chefs d’État du monde entier. Pour les dirigeants des pays non-alignés, il a déclaré que l'Algérie ne portait que sur le droit à l'autodétermination de leurs frères et voisins du Sahara occidental, qui faisaient face à ce qui équivalait à un génocide. Pour les socialistes, il a parlé de la stratégie impérialiste marocaine dans la région. Pour les dirigeants occidentaux, il a parlé de son droit à un référendum libre et équitable pour déterminer l'avenir du pays. L'Algérie a également présenté sa position à l'ONU et son Conseil de sécurité, et a tenu une série de réunions avec les dirigeants arabes. L’Égypte a joué le rôle le plus actif dans la diplomatie de suivi, appelant à un cessez-le-feu et une réunion entre les chefs d’État du Maroc, de l'Algérie et de l’Égypte pour résoudre le problème, mais cela n'a pas été accepté. L'Algérie a commencé à fournir des armes et une formation militaire aux forces du Polisario.
Le 3 février 1976, le Maroc a déclaré qu'il était prêt à soumettre son conflit avec l'Algérie à l'arbitrage de la Ligue arabe, l'Organisation de l'unité africaine ou l'Organisation des Nations unies. Le Secrétaire général a nommé Olof Rydbeck, l'ambassadeur de Suède à l'ONU en tant que médiateur. Rydbeck a été bien accueilli par l'Algérie, mais traité avec réserve par le Maroc. Il a visité le Sahara occidental entre le 7 et le 11 février, visite Laâyoune, Dakhla et Smara. Même s'il a parlé à quelques personnes locales, il n'était pas en mesure de rencontrer les représentants du Polisario.
Bien que les négociations se poursuivaient, le Maroc et la Mauritanie ont terminé l'invasion du territoire. Le 12 février 1976, l'armée marocaine occupe Al Mahbes une communauté qui est située à 50 kilomètres de la frontière algérienne qui est reliée à la route de Tindouf. Le Polisario ne pouvait pas espérer vaincre l'armée marocaine dans une bataille ouverte, elle a alors adopté une politique de raid de guérilla et les retraits de créer une zone d'insécurité.
La reprise des combats a éclaté à Amgala en février 1976. Dans la nuit du 14-15 février une force a attaqué la garnison que le Maroc avait laissée à Amgala, provoquant plusieurs dizaines de morts. La garnison marocaine a été presque anéantie et la ville d'Amgala est reprise par le Polisario. Hassan II du Maroc a immédiatement accusé l'Algérie d'avoir participé à l'attaque, il déclara ainsi que les Algériens avaient utilisé des armes lourdes "dans les numéros conçus pour l'anéantissement". L'Algérie a nié avoir participé à cette opération.
Ces deux engagements à Amgala sont les seuls cas où des soldats algériens et marocains sont entrés en conflit lors de la guerre du Sahara occidental. Il existe plusieurs histoires affirmant que l'armée algérienne a épaulé les combattants du Polisario mais sans preuves ni prisonniers depuis Amgala, aucune confirmation ne peut être faite. L'Algérie a travaillé pour la reconnaissance du Front Polisario par l'OUA. L'Espagne s'est officiellement retirée du territoire le 27 février 1976, et le Polisario a officiellement proclamé la République arabe sahraouie démocratique (RASD). L'Algérie a reconnu la RASD le 6 mars 1976. Le lendemain le Maroc a rompu ses relations diplomatiques avec l'Algérie. Plus tard, en 1976, le Polisario a repris Amgala. Le Maroc a repris la position de nouveau en mai 1977. Dix ans plus tard, avec un dégel des relations entre l'Algérie et le Maroc, le 25 mai 1987 cent cinquante prisonniers de guerre marocains ont été échangées contre 102 soldats algériens capturés lors de la bataille d'Amgala en 1976. Dans l'oasis d'Amgala, il eut un autre combat en 1989, lorsque des combattants du Polisario ont attaqué et défait les troupes marocaines avant de battre en retraite.

### Pertes civiles et exactions militaires
Il n'y a pas de rapports faisant état de pertes civiles durant la période de la bataille. Cependant, il existe de nombreux témoignages qui évoquent des exécutions sommaires de civils à Amgala par l'armée marocaine après la capture de la ville.
En avril 2013, des spécialistes de l'université du Pays basque et de la Société de sciences Aranzadi sont contactés par des familles sahraouies de victimes pour mener une enquête à la suite de la découverte de restes humains dans la zone de Fadret près d'Amgala.
Des tests ADN ainsi qu'une investigation médico-légale sont menés par cette équipe qui en parallèle enquête sur les circonstances de leurs morts. L'équipe conclut en septembre 2013 que 8 civils sahraouis dont 2 enfants avaient été arrêtés en février 1976 par une patrouille militaire marocaine et exécutés par arme à feu, avant d'être enterrés sur place.
Le docteur Carlos Martin Beristain conclu alors : « Le fait de retrouver leurs dépouilles sur place est symptomatique des exécutions extrajudiciaires ».
Cependant, l'Instance équité et réconciliation (IER), lancée par les autorités marocaines en 2004 dans le but d'enquêter sur les disparitions forcées, et autres violations, n'a donné aucune information sur ce qu'il est advenu de ces huit personnes.
Quant au Conseil consultatif des droits de l'homme (CCDH), organisme national de protection et de promotion des droits humains, qui avait réalisé une investigation sur 4 des 8 personnes ayant été portées disparues, avait conclu que ces quatre personnes avaient été arrêtées par des soldats marocains près d'Amgala en février, juin et juillet 1976 . Le CCDH affirme que ces personnes auraient été emmenées à la caserne militaire de Smara où elles étaient ensuite décédées.
Un ancien militaire marocain, M'barek Daoudi, ayant servi plus de 33 années au sein de l'armée marocaine et retraité depuis 2008, annonce lors d'une interview avoir été témoin de l’exécution de deux femmes sahraouies dans la zone d'Amgala le 12 février 1976.